# Jules Islert
Jules Islert, né le 24 octobre 1878 à Tromborn et mort le 15 octobre 1938 dans le 5e arrondissement de Paris, est un militaire français qui a notamment commandé le régiment de sapeurs-pompiers de Paris.

## Biographie

### Carrière militaire
L'élève intégra la 84e promotion de Saint-Cyr en 1899, il incorpora l'armée de l'infanterie comme lieutenant en 1901 puis se dirigea vers les pompiers pour un premier stage en 1906. 

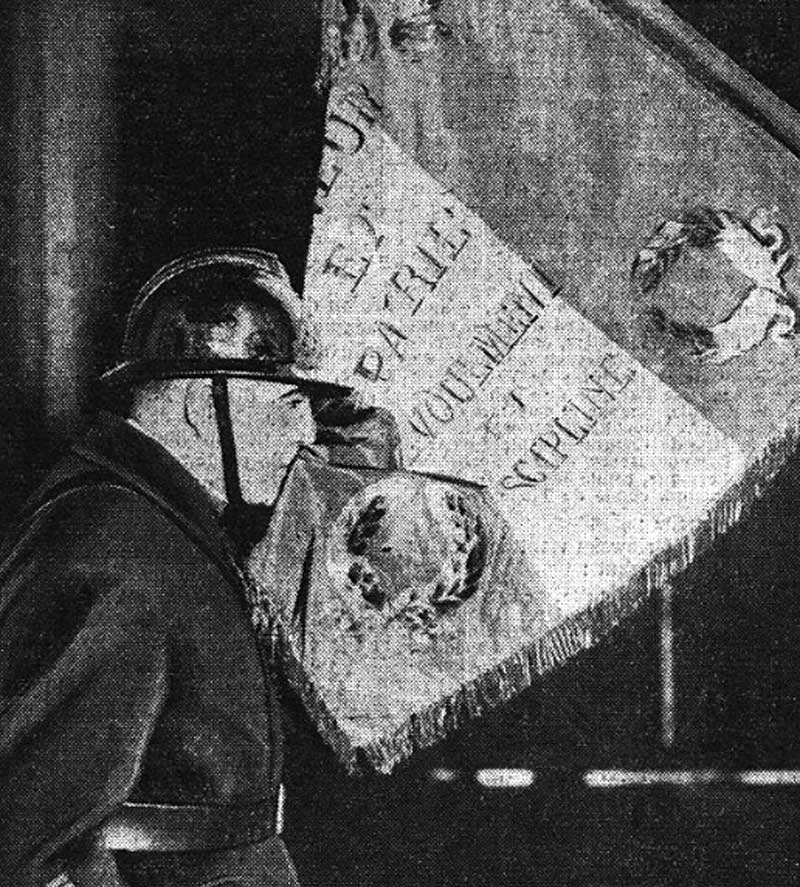
Le digne colonel Islert fut admis à la retraite en en 1937.

 Dès le début de la Grande guerre il fut affecté au 8e rég. de tirailleurs, y combattit comme capitaine et chef de bataillon, se porta en première ligne lors de l'attaque du Chemin-des-Dames et fut blessé. Après huit mois d'hospitalisation et un séjour en Tunisie, il fut affecté au 156e rég. d'infanterie, occupant alors la Rhénanie à Coblence ; Islert qui fut blessé par deux fois revint ensuite au régiment des pompiers. Rétrospectivement ; le colonel Islert officier de la Légion d'honneur, titulaire de la croix de guerre à deux palmes et étoile de bronze, chevalier de l'ordre de Léopold, coiffa à nouveau le casque de cuivre des sapeurs parisiens en 1926, puis reçut son cinquième galon en 1931 ; lui aussi contribua à préserver les nobles traditions qui font du régiment des sapeurs-pompiers de la Ville de Paris un corps d'élite, et prit la tête de l'unité à 53 ans en 1933. Islert à l'état-major des pompiers fut d'abord nommé adjoint du colonel Pouderoux en 1931 puis son héritier naturel continua son œuvre en lui succédant. Le 19e chef des pompiers s'occupa de la défense passive de Paris pendant 5 ans, disposa pour livrer bataille en 1935 de 49 officiers, 227 sous-officiers, 335 caporaux, 1 217 sapeurs ; on dénombrait environ 13 fois plus de sinistres qu'en 1841, et 2 fois plus de valeureux pompiers. Lorsqu'en octobre 1937, atteint par la limite d'âge, le modeste et héroïque vétéran dit adieu à ses sapeurs, c'est au colonel Barrière qu'il fit remettre le drapeau, baisant officiellement la pièce une ultime fois.

## Hommage
Sa Lorraine natale accueillit non sans fierté son distingué Officier colonel soldat du feu qui rehaussa de sa présence une cérémonie de recueillement en l'honneur des morts de la guerre de 1870 et de celle de 1914. Sa promotion de l'École dressa un lourd bilan de la Grande guerre, les Pompiers de Paris quant à eux déplorèrent 227 morts à l'ennemi ; celui qui commanda le seul régiment de l'armée française constamment soumis au feu, en temps de guerre, comme en temps de paix, mourut regretté de tous.